# 寺尾美子
寺尾 美子（てらお よしこ、1954年1月8日 - ）は、日本の法学者。元運輸安全委員会委員（常勤）。東京大学名誉教授。専門は英米法。東京大学法学部初の女性教授。

## 経歴
- 1973年東京学芸大学附属高等学校卒業、1977年東京大学法学部卒業、東京大学法学部助手（指導教授：田中英夫[3]）、1980年6月ハーバード・ロースクール (LL.M.)、1983年2月東京大学法学部助教授、1991年東京大学法学政治学研究科助教授、1996年教授、2019年同定年退職。2019年運輸安全委員会委員（常勤）就任、2022年同退任[4]

## 人物
- 区立小学校を卒業後、東京学芸大学附属中学校在学中、父が時代小説好きのために、司馬遼太郎の小説「竜馬が行く」の単行本全5巻にプレゼントをした。美子も同様に読み始め、はまってしまった[5]。1969年の7月に司馬遼太郎本人から手紙を送られ、大事に残っている[6]。
- 高校時代は剣道を始める。2年生の時に部員が減ってしまい、稽古が成り立ちにならなかった。そのために町の道場に通いながら、初段を資格。次のはまったのは吉川英治の小説「宮本武蔵」だった[5]。
- 大学に入学後、剣道部に入り、女子部員第1号となる[7]。大学卒業後、仕事や子育てが忙しくなり、剣道はやめてしまった[8]。

## 翻訳
- フランシス・オルセン『法の性別 近代法公私二元論を超えて』編訳 東京大学出版会 2009